# Медресе з двома мінаретами (Сівас)

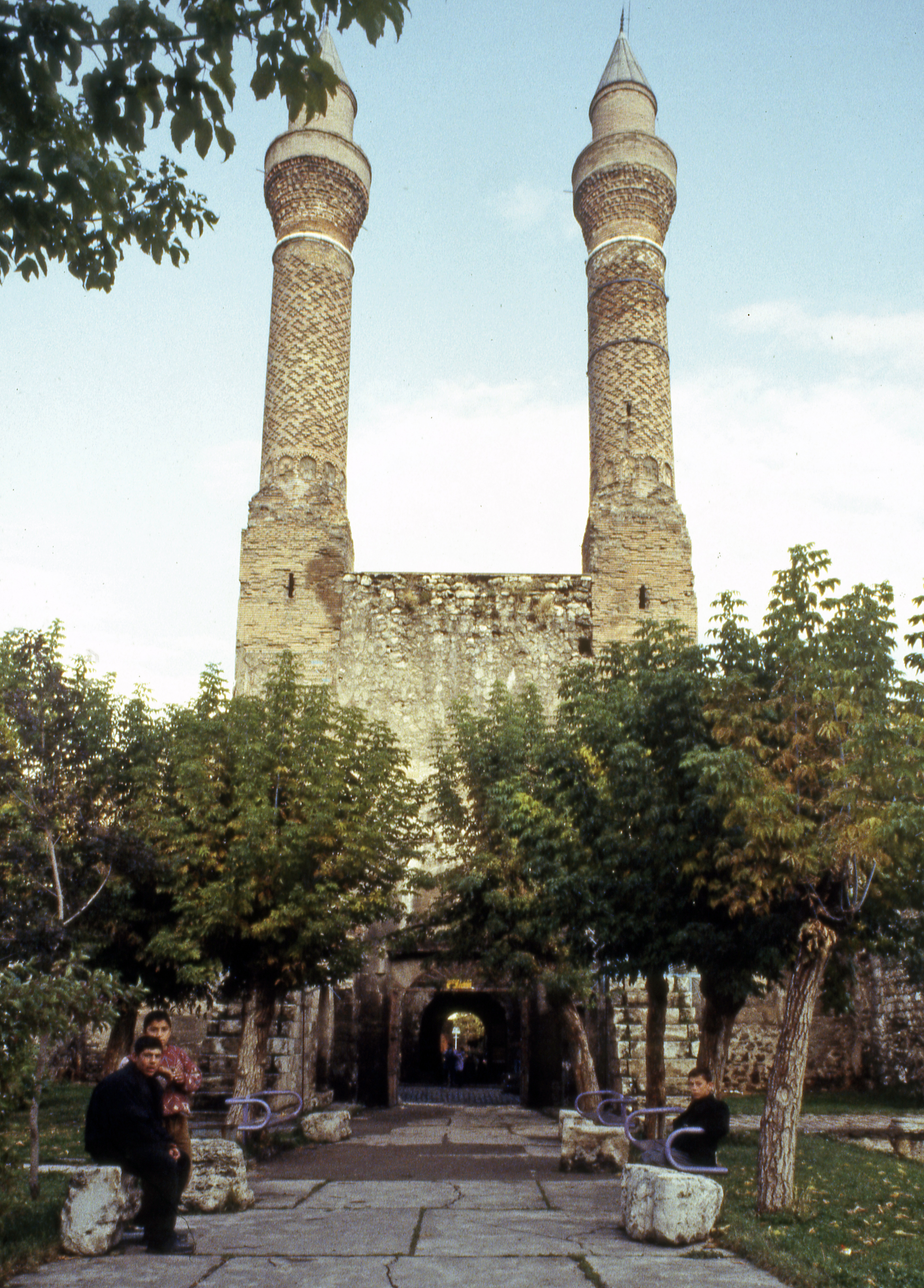
Медресе з двома мінаретами у Сівасі

Чифте-Мінарелі (тур. Çifte Minareli Medrese, досл. Медресе з двома мінаретами) — колишнє медресе, розташоване в Сівасі, Туреччина. Побудовано у 1271—1272 за дорученням візира Ільханідів Шамса ед Діна Джувейні.